# Ciao!
Ciao! ist der Titel eines Musikalbums der österreichischen Rockband Wanda. Es ist das vierte Album der Band und erschien am 6. September 2019 bei Vertigo Records.

## Produktion
Produzent des Albums war wie bei den drei vorherigen Alben Paul Gallister. Die Texte stammen von Marco Michael Wanda und Christian Hummer, die Musik von Marco Michael Wanda, Reinhold Weber und Christian Hummer.
Beteiligte Musiker waren Marco Michael Wanda (Vocals, Guitar), Lukas Hasitschka (Drums, Percussion, Backing Vocals), Manuel Christoph Poppe (Guitar, Backing Vocals), Ray Weber (Bass, Bouzouki, Backing Vocals) und Christian Hummer (Keyboards, Piano, Backing Vocals, Lead Vocals).
Die Songs wurden innerhalb von neun Tagen in einem Haus in Österreich nahe der Grenze zu Tschechien aufgenommen.
Sänger Wanda sagte in einem Interview im September 2019, er wüsste selbst nicht mehr, warum die Band sich für den Titel Ciao! entschieden habe; eine Bandauflösung sei damit nicht gemeint.

„Ach, ich habe schon so viel Scheiß darüber geredet. "Ciao!" steht für eine Lebensphase, Abschied oder Begrüßung. Oder dass die Welt von einem Zeitalter ins nächste hinüber geht. In Wirklichkeit ist es einfach nur ein Wort.“

Das Album bewertete Frontmann Wanda im Juni 2019 als „sicher unser vielseitigstes Album und sicher unser kompliziertestes“.

## Artwork
Die Gestaltung des Covers lag in den Händen von Nikolaus Vuckovic. Die Fotos stammen von Wolfgang Seehofer.
Auf dem Cover sind die fünf Bandmitglieder zu sehen, die auf dem achteren Deck eines Schiffs stehen, das sich auf dem Wasser entfernt. Das Schiff trägt am Heck den Schriftzug „CIAO!“.
Bei dem abgebildeten Schiff mit der Nummer VE 9222 handelt es sich um das Passagierschiff Bellotto aus Venedig.

## Titelliste
1. Ciao Baby (2:55)
2. Nach Hause gehen (3:04)
3. Ein komischer Traum (3:19)
4. S.O.S. (2:43)
5. Der Erste der aufwacht (3:46)
6. Ein schneller Tod (3:15)
7. Swing Shit Slide Show (4:17)
8. Nix reparieren (3:21)
9. Das Erste an was ich denk (3:12)
10. Vielleicht (2:48)
11. Gerda Rogers (3:52) Anm. 1
12. Domian (3:09) Anm. 2
13. Zu wem oder was (3:36)
14. Alma (1:52)

Bonustracks auf der Deluxe-Version:
1. Ein komischer Traum (Demo) (3:08)
2. S.O.S. (Demo) (2:50)
3. Swing Shit Slide Show (Demo) (1:54)
4. Puch Maxi (Demo) (1:56)
5. Ein letztes Wienerlied (live in der Wiener Stadthalle 2018) (3:14) Anm. 3

Anmerkungen:
Anm. 1 „Gerda Rogers“ ist auf die Astrologin Gerda Rogers bezogen.
Anm. 2 „Domian“ bezieht sich auf die Telefon-Talkradio-Sendung Domian, im Song wird auch deren Telefonnummer 0800/2205050 genannt.
Anm. 3 Ein Wienerlied stammt aus Wien und hat die Stadt zum Thema oder besingt etwas „charakteristisch Wienerisches“. Der Titel war auf dem Album Niente erschienen. Die Live-Version wurde am 7. April 2018 beim Tour-Konzert zum Album Niente vor 14.500 Zuschauern in der Wiener Stadthalle aufgenommen.

## Singleauskopplungen
Vor Erscheinen des Albums wurden die Singles Ciao Baby (am 7. Juni 2019) und Nach Hause gehen (am 16. August 2019) veröffentlicht.
Die Single Ciao Baby war in den österreichischen Charts für eine Woche (auf Platz 46) vertreten.

## Musikvideos
Zur Single Ciao Baby wurde vor Erscheinen des Albums auch ein Musikvideo veröffentlicht (am 7. Juni 2019). Im Video, bei dem Jasmin Baumgartner Regie führte, spielen Natalie Ofenböck und Nino Mandl mit; sie verkörpern ein Liebespaar. Es wurde um Burano gedreht. Der schon vom Album Amore bekannte weiße PKW Mercedes mit der Aufschrift „AMORE“ versinkt im Wasser der Lagune von Venedig.
Ein weiteres Video brachte am 16. August 2019 die Band zur Single Nach Hause gehen heraus. Auch bei diesem führte Jasmin Baumgartner Regie. Mitwirkende sind neben Bandmitgliedern auch Emilia Maria Kerbler, Elias Burckhardt und ein Nr. 6 genannter Roboter.
Das Video zum Song Nix reparieren, das am 24. Januar 2020 erschien, zeigt eine wüstenartige Landschaft, in der der Turm der Müllverbrennungsanlage Spittelau versunken ist. Im Sand sind Fußspuren zu sehen, ein an einen Elefant erinnerndes metallisches Wesen auf vier langen Stelzen taucht auf, ein großer Stein mit einem geprägten Gesicht liegt im Sand. Idee und Konzept lieferten Nikolaus Vuckovic und Marco Wanda.

## Tournee
Mit den Songs des Albums gingen die Musiker wieder auf Tournee, geplant waren 17 Konzerte in Deutschland, Österreich und der Schweiz sowie die Teilnahme an zehn Festivals. Am 25. Februar 2020 startete die Tour mit Konzerten durch Deutschland. Sowohl die Max-Schmeling-Halle in Berlin als auch die Olympiahalle in München waren bei den Terminen am 28. und 29. Februar 2020 restlos ausverkauft, 20.000 Fans sahen diese beiden Konzerte. Kurz darauf wurde die Tournee jedoch wegen der COVID-19-Pandemie abgebrochen. Im Mai 2021 wurde die unterbrochene Tournee fortgesetzt. Nach der Wiederaufnahme der Tour spielten sie im Juni 2022 auch in Wien in der mit 12.000 Zuschauern ausverkauften Wiener Stadthalle. Da Gitarrist Manuel Poppe am Bein verletzt war, konnte er nur im Sitzen spielen. Auf den Konzerten ab 2022 wurden auch schon Songs aus dem angekündigten Album Wanda gespielt.
Der Schlagzeuger Lukas Hasitschka verkündete im August 2020 seinen Ausstieg bei der Band. Für ihn kam Valentin Wegscheider wieder zur Band. Wegscheider war schon vormals Bandmitglied, hatte diese aber im Jahr 2014 verlassen und nur wenige Konzerte vor etwa zwanzig Leuten mit der Gruppe gespielt.

## Rezeption

### Rezensionen

#### Album
Für laut.de schreib Michael Schuh, er hätte sich schon vor dem Album Niente von der Band entfernt gehabt, würde aber auf Ciao! streckenweise wieder alles fühlen, was schon das Debütalbum Amore auslöste: „Aufbruch, die Message muss schnell vermittelt werden, nicht zu kompliziert, damit keiner außen vor gelassen wird“. Das Album, so der Rezensent, klinge abgeklärter und experimentierfreudiger, Texter Wanda bliebe seiner „ambivalenten Uneindeutigkeit treu“.
Im Musikexpress rezensierte Jochen Overbeck das Wanda-Album. Er sieht Ciao! „eigenartig unentschlossen“. Er beschreibt das Album als „eine irre musikalische Platte“. Der Stilmix aus „Zappelfunk, (...) Powerpop, (...) Sixties-Pastiche und (...) Seventies-Gesten“ wirke etwas erratisch, Wandas Wortschatz habe das Konkrete verlassen, Slogans seien weniger geworden, Assoziationen mehr.
Auf Plattentests.de meint Kevin Holtmann, Wanda blieben sich und ihrem Stil weitestgehend treu, Ciao! sei jedoch das „wohl flatterhafteste Album“ der Band. Ihn erinnern einige Songs „in ihrer zweckdienlichen Reduktion (...) an frühe Songs des Britpop, natürlich einmal auf links gedreht und durch ein paar Heurige geschleift“.
Die Süddeutsche Zeitung sieht auf dem Album „einige Überraschungen, die zu einem großen Wagnis werden könnten“. Es sei ein Album „über Beziehungen (...) und Sehnsüchte, das musikalisch über das von Wanda bekannte Spektrum hinausgeht“. In der Textzeile „So versuch ich übertrieben, meinem Leben Sinn zu geben“ aus dem Song Vielleicht erkennt die Redaktion das heimliche Motto des Albums.

#### Singles
Das gedehnte Lead-Riff in Ciao Baby nennt der Rezensent von laut.de „so simpel wie effektiv“, es vermittelte ihm „ein Gefühl wie Nach-Hause-Kommen“. Das Lied sei „gerade so ein bisschen schweißig gespielt“, gerade richtig zum enthemmten Mitgrölen, der Text in beneidenswerter „Leckt-mich-Lässigkeit“ gehalten. Im Song Nach Hause gehen sieht er eine Konsumkritik, den „weitesten Schritt weg vom eigenen Sound“ und den tanzbarsten Song Wandas. Vielleicht sei „feinste britische Pop-Traditionslehre Beatles/Kinks'scher Prägung“. Er sieht deutliche Bezüge in Der Erste Der Aufwacht zu In My Life sowie in Gerda Rogers zu Sgt. Pepper’s Lonely Hearts Club Band. Laut Musikexpress atmen Ein komischer Traum, Swing Shit Slide Show und Gerda Rogers den Geist von Sgt. Pepper’s. In Vielleicht sieht er einen Kurt-Sowinetz-Verweis, der an Klaatu erinnert. Ciao Baby und Das Erste, an was ich denk hält er für Hits. Von Plattentests.de wird dem Song Swing shit slide show bescheinigt, er würde „massiv mit dem ungestümen Grunge-Sound der frühen Neunzigerjahre“ flirten und „wie eine Frischenzellenkur“ wirken.

### Chartplatzierungen
Mit dem Album kam die Band auf Platz eins in den österreichischen Albumcharts.
| ChartsChartplatzierungen | Höchstplatzierung | Wochen |
| ------------------------ | ----------------- | ------ |
| Österreich (Ö3)          | 1 (25 Wo.)        | 25     |
| Deutschland (GfK)        | 4 (4 Wo.)         | 4      |
| Schweiz (IFPI)           | 20 (1 Wo.)        | 1      |

| ChartsJahrescharts (2019) | Platzierung |
| ------------------------- | ----------- |
| Österreich (Ö3)           | 31          |

### Auszeichnungen für Musikverkäufe
| Land/Region       | Auszeichnungen für Musikverkäufe (Land/Region, Auszeichnung, Verkäufe) | Verkäufe |
| ----------------- | ---------------------------------------------------------------------- | -------- |
| Österreich (IFPI) | Gold                                                                   | 7.500    |
| Insgesamt         | 1× Gold ·                                                              | 7.500    |